# Tereza Lamačová
Tereza Lamačová (* 8. srpna 2004) je česká atletka a reprezentantka. Jejími hlavními disciplínami jsou především sprinty na 100 m a 200 m. Na Mistrovství Evropy juniorů v atletice 2021 v Tallinnu překonala národní rekord ve štafetovém běhu na 4×100 m, a to společně s Lucií Mičunkovou, Barborou Šplechtnovou a Evou Kubíčkovou v čase 44,35 s.